# مركز القدس للإعلام والاتصال
مركز القدس للإعلام والاتصالات، هي منظمة فلسطينية غير حكومية مقرها في القدس الشرقية، والتي تقدم معلومات حول الأحداث في غزة والضفة الغربية بما في ذلك القدس الشرقية للصحفيين والباحثين والوكالات الدولية.

## التاريخ والتمويل
تأسس المركز في عام 1988 من قبل مجموعة من الباحثين والصحفيين الفلسطينيين. لديها مكاتب في غزة والقدس تنفذ مجموعة من الأنشطة بما في ذلك توفير الترجمات ووثائق الخلفية، والعمل الميداني، بالإضافة إلى إجراء أبحاث المسح واستطلاعات الرأي. المركز ناشر مشارك لمجلة bitterlemons السياسية الفلسطينية الإسرائيلية التي تصدر على الإنترنت.
كان المركز أول منظمة فلسطينية تجري استطلاعات الرأي بانتظام للمواقف السياسية الفلسطينية. منذ عام 1993  أصبحت هذه الاستطلاعات التي تقيس الرأي العام الفلسطيني في قضايا مثل الديمقراطية وعملية السلام والقيادة السياسية والفصائل معياراً مهمًا لحالة عملية السلام في الصراع الإسرائيلي الفلسطيني.
وبحسب جويل بينين، فقد رسخ المركز سمعته خلال الانتفاضة الأولى من خلال تمكين الصحفيين الأجانب والزوار من "رؤية ما وراء الرواية الإسرائيلية الرسمية للأحداث"، من خلال استخدام خدماته. كما أشاد ببحوث المنظمة المنشورة حول العقبات التي تعترض التنمية الاقتصادية في الأراضي الفلسطينية المحتلة.